# Anelli del Potere

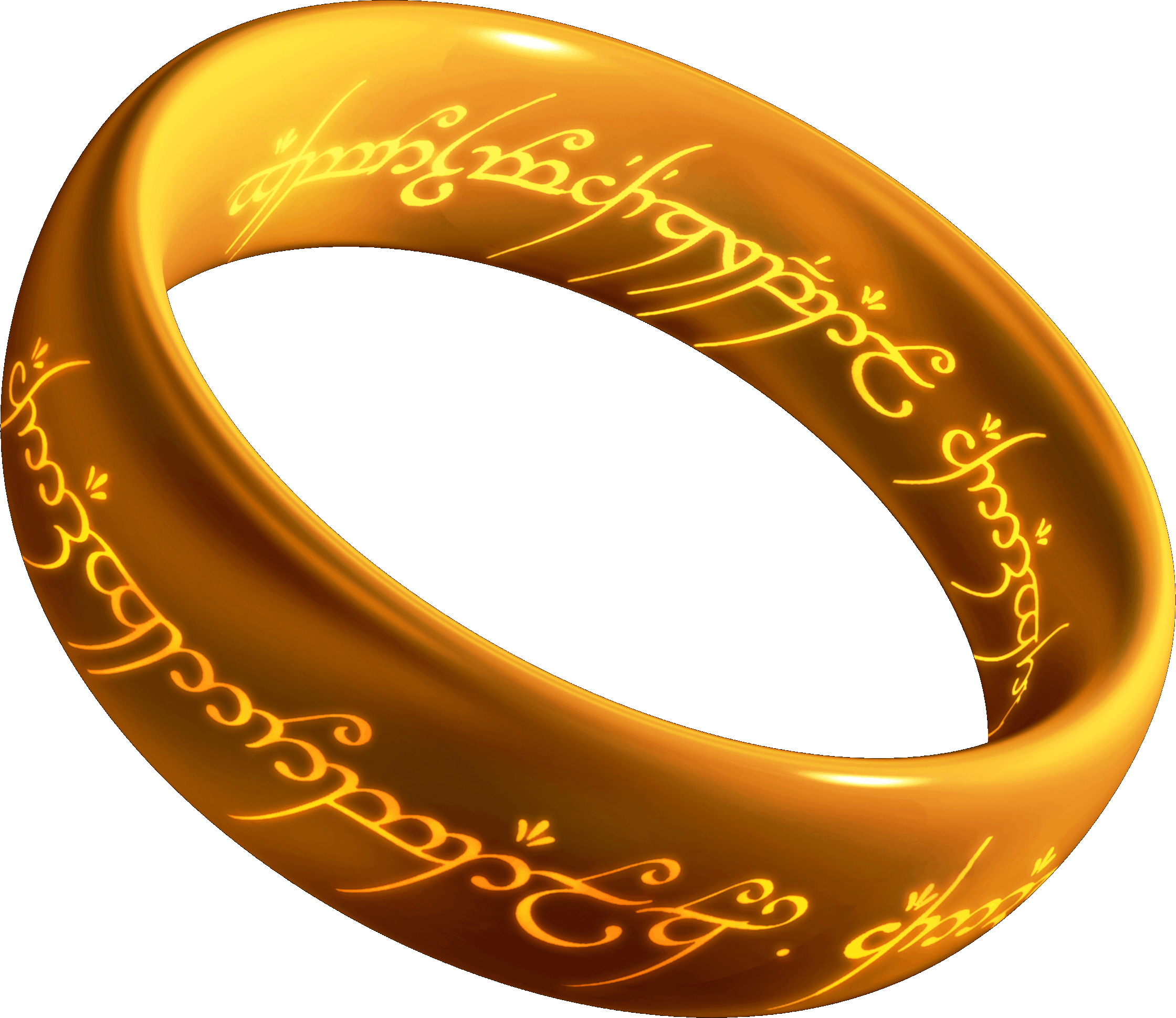
L'Unico Anello

Gli Anelli del Potere, o Anelli di Potere, sono degli oggetti di Arda, l'universo immaginario fantasy creato dallo scrittore inglese J. R. R. Tolkien. Si tratta di anelli dai grandi poteri magici le cui proprietà variano a seconda della personalità e delle intenzioni dei loro artefici, e la cui efficacia invece varia a seconda del potere, delle intenzioni, della forza di volontà e delle azioni di chi li indossa.

## La creazione degli Anelli del Potere
Gli Anelli del Potere nominati ne Il Silmarillion e Il Signore degli Anelli, vennero creati da Celebrimbor nella Seconda Era.
Celebrimbor li forgiò con l'aiuto di Sauron che in quell'epoca si aggirava tra gli Elfi e gli Uomini della Terra di Mezzo facendosi chiamare Annatar (in quenya Signore dei doni) e presentandosi, senza svelare la sua vera identità, come un uomo saggio e di bell'aspetto.
Ponendosi ai loro occhi come un demiurgo benevolo, Sauron cercò di irretire gli elfi offrendo diverse conoscenze, in particolar modo nell'arte della fabbricazione di monili e oggetti dotati di potere e bellezza, facendo leva sul sentimento di emulazione delle opere degli Ainur.
(Un estratto dei discorsi rivolti da Sauron/Annatar agli elfi; in Il Silmarillion, op. cit., p. 509)
La sua opera lo condusse in tutto l'Eriador e ciò che restava del Beleriand (con l'eccezione del Lindon, l'unica contrada dove non fu benvoluto) e, soprattutto, in Eregion, nella città di Ost-in-Edhil, presso i Noldor che, per la loro ambizione, si dimostrarono i più sensibili alle sue parole.
Fu così che Sauron insegnò a Celebrimbor, Signore dell'Eregion, il più valente dei fabbri di Ost-in-Edhil, l'arte della creazione degli anelli magici, e gli orafi elfici ne crearono molti, tra i quali, appunto, i Grandi Anelli o Anelli del Potere.

## L'Unico Anello
A questo periodo risale anche la creazione dell'Unico Anello, che Sauron forgiò segretamente a Mordor presso il Monte Fato, infondendo in esso gran parte della sua volontà e forza vitale, col proposito di dominare tramite esso tutti gli altri anelli, e, conseguentemente, coloro che li portavano.
(Il Silmarillion, op. cit., pp. 362-363)
Una volta forgiato l'Unico Anello, Sauron se lo mise al dito e tutti coloro che portavano gli anelli magici furono consapevoli della verità «sicché irati e impauriti, si sfilarono gli anelli». Sfumata la possibilità di controllarli, Sauron mosse guerra ai Noldor ingiungendo che gli consegnassero tutti gli anelli del potere.
Gli elfi tentarono di resistere, ma vennero sconfitti e Sauron si impadronì di tutti gli anelli con l'eccezione dei tre più potenti (che diverranno noti, in seguito, come i Tre Anelli o i Tre Anelli degli Elfi) che Celebrimbor aveva forgiato - a differenza di tutti gli altri - senza l'aiuto di Sauron. Sauron non poteva controllare questi anelli senza avere indosso l’Unico, ma era anche l’unico in grado di oltrepassare il loro potere. La scritta incisa sull'Unico Anello è in lingua elfica e si traduce con: "Un anello per domarli, un anello per trovarli, un anello per ghermirli e nell'oscurità incatenarli" (pronuncia elfica: Ash nazg durbatulûk, ash nazg gimbatul, ash nazg thrakatulûk agh burzum-ishi krimpatul)

## I Nove Anelli degli uomini e i Sette Anelli dei nani
Una volta recuperati gli anelli, Sauron cercò di soggiogare Nani e Uomini distribuendo loro i potenti artefatti. Nove (Nove Anelli, Nove Anelli degli Uomini) furono donati ad altrettanti re degli Uomini che, resi schiavi dal loro potere, si sarebbero trasformati, in seguito, nei nove Nazgûl, i potenti spettri succubi di Sauron.
Sauron tentò di corrompere anche i Nani allo stesso modo, regalando loro sette anelli (Sette Anelli, Sette Anelli dei Nani), ma fallì nel suo intento: infatti la stirpe dei Nani era una creazione di Aulë e non poteva essere facilmente schiavizzata con la magia. Gli Anelli infiammarono però la brama d'oro dei loro portatori, rendendoli immensamente avidi, ricchi e potenti; Gandalf afferma che all'origine di ogni grande tesoro dei Nani ci fosse uno degli Anelli del potere. Ben presto Sauron cercò di recuperare gli Anelli donati ai nani, rivelatisi inutili ai suoi fini. Soltanto tre Anelli tornarono però tra le sue mani, mentre gli altri quattro furono distrutti dal fuoco dei draghi.

### Anello di Durin
Per quanto concerne l'Anello di Durin, esso era l'ultimo dei sette anelli rimasto ai nani: tutti gli altri infatti erano stati perduti, distrutti dai draghi o recuperati da Sauron. La tradizione dei Nani di Durin vuole che questo anello fosse anche il primo ad essere stato forgiato. Fu consegnato a Durin III, Re di Khazad-dûm, dagli artigiani elfici, non da Sauron, anche se in ultima istanza i Sette furono da lui controllati tramite l'Unico Anello. I possessori di questo anello non lo mostravano, non ne parlavano e non lo cedevano che in punto di morte, affinché il segreto fosse al contempo mantenuto e tramandato. Taluni ritenevano che esso fosse rimasto nascosto nelle tombe dei Re a Khazad-dûm, da altri (perlopiù il popolo di Durin) che esso fosse stato preso dagli orchi di Moria. Quest'ultima ipotesi si giustifica perché Thrór vecchio e disperato, affidò l'Anello al figlio Thráin II con queste parole:
Detto questo Thrór partì inspiegabilmente verso Moria, che allora era infestata dagli orchi. Questo gesto gli costò la vita: venne decapitato dall'orco Azog. Siccome tutti erano all'oscuro della successione dell'Anello, i Nani lo ritennero perduto per sempre, ignorando che lo possedeva Thráin II. Il suo folle comportamento forse derivò dal fatto che Thrór era un po' rimbambito a causa dell'età, della sfortuna e del rimpianto degli antichi splendori, o forse fu causato dal risveglio di Sauron, che con le arti malefiche lo spingeva tramite l'Anello alla follia e distruzione. Questi eventi furono la causa della Guerra tra gli Orchi e i Nani, di cui la Battaglia di Azanulbizar fu un momento saliente.
Entro certi limiti il Signore Oscuro vide comunque soddisfatti i suoi propositi. L'Anello suscitò in Thráin II brama di oro e desiderio di riscattare Erebor da Smaug, ma durante il tragitto ogni sorta di impedimenti (lupi, orchi, uccelli malefici, sfortuna etc.) si frapponeva tra lui ed il suo obbiettivo. Una notte, dopo essersi accampato con i compagni sotto le fronde di Bosco Atro scomparve e la mattina non se ne trovò traccia mai più. Molti anni dopo si scoprì che fu trascinato ai pozzi della fortezza di Dol Guldur dove venne depredato dell'Anello, torturato e abbandonato alla morte. Il caso volle che Gandalf, durante un'incursione nella fortezza in cui scoprì che il misterioso Negromante che la occupava non era altri che Sauron in persona, trovasse Thráin II in punto di morte ed impazzito, e dopo vari sproloqui circa un Anello sottrattogli (Gandalf nel momento non capì né l'identità del Nano né di che anello si trattasse), affidò allo stregone una mappa ed una chiave, rilevanti per i fatti accaduti ne Lo Hobbit, appena prima di spirare. Gandalf riconobbe l'identità del Nano prigioniero a Dol Guldur solo 91 anni dopo, quando incontrò casualmente il figlio Thorin Scudodiquercia a Brea: fu in quell'occasione che decise di organizzare la spedizione ad Erebor, cui partecipò anche Bilbo Baggins, dal momento che egli temeva una possibile alleanza tra Sauron, il quale stava riacquistando sempre più potere, e il drago Smaug.
La prima apparizione cinematografica dell'Anello di Durin è nella trilogia de Il Signore degli Anelli, durante il prologo iniziale del primo film, Il Signore degli Anelli - La Compagnia dell'Anello, al momento della donazione dei Sette Anelli ai re dei Nani.
Si parla dell'Anello di Durin nelle edizioni estese della trilogia cinematografica de Lo Hobbit. Nel primo film, Lo Hobbit - Un viaggio inaspettato, si accenna alla scomparsa dell'Anello in un dialogo tra Gandalf e Saruman a Gran Burrone. Nel secondo film, Lo Hobbit - La desolazione di Smaug, Gandalf conosce il destino dell'Anello e del suo portatore: durante la Battaglia di Azanulbizar l'Anello era stato sottratto a Thráin da Azog, il quale lo aveva poi consegnato a Sauron.

## I Tre Anelli degli elfi

Narya, Nenya e Vilya rappresentati nel film La Compagnia dell'Anello

I Tre Anelli Elfici si chiamano Narya, Nenya e Vilya; Celebrimbor affidò Nenya a Galadriel, Vilya a Gil-Galad, (che lo diede ad Elrond prima della Battaglia dell'Ultima Alleanza), e Narya a Círdan il Carpentiere che in seguito lo consegnò a Gandalf. Nella Seconda Era, Narya e Vilya sono entrambi custoditi da Gil-Galad. I Tre Anelli furono forgiati a Ost-in-Edhil, nel 1590 S.E. da Celebrimbor.
Vilya è l'Anello d'Aria, il più forte dei Tre. È fatto d'oro e ornato con uno zaffiro. Il suo potere è ignoto, ma con ogni probabilità è legato alla salvaguardia e alla conservazione, dato che Celebrimbor creò i Tre con questo preciso scopo. Controlla i venti.
Nenya è l'Anello d'Acqua, l'Anello di Diamante, forgiato con Mithril e ornato da una pietra bianca. Il suo Portatore acquista il potere di conservare, salvaguardare e nascondere dal male. Galadriel utilizzò questo potere per creare e difendere Lothlórien. Dopo la partenza di Galadriel, tutto ciò che era stato creato con questo anello cadde in rovina. Domina l'acqua.
Narya è l'Anello Rosso, l'Anello di Fuoco. È incastonato con un rubino, mentre il metallo non viene precisato. Il suo Portatore è in grado di instillare la speranza, coraggio e audacia in coloro che lo circondano, dando loro la forza per combattere la tirannia e la disperazione. In più protegge dal male chi lo indossa e ciò che lo circonda. Ha potere sul fuoco di Anor.
Tutti gli Anelli hanno il potere di preservare ciò che è stato e di mantenere "giovane" il luogo in cui è custodito.
Poiché Sauron non aveva avuto alcun ruolo nella loro creazione, i Tre Anelli non ne avevano subito l'influenza malvagia (benché legati al potere dell'Unico), di conseguenza coloro che li portavano non potevano essere assoggettati alla volontà dell'Oscuro Signore. 
I tre anelli vennero utilizzati a lungo dagli elfi, dopo che Isildur ebbe sottratto l'Unico a Sauron e questo scomparve fisicamente dalla Terra di Mezzo e fino all'epoca degli eventi narrati ne Il Signore degli Anelli; non furono usati per scopi di potere e dominio, ma per curare e mantenere integri i luoghi dove gli elfi abitavano.
Tuttavia se Sauron fosse stato in grado di recuperare l'Unico Anello, tutte le opere compiute tramite loro sarebbero state disvelate e corrotte, come spiega Elrond a Frodo, Gandalf e i rappresentanti dei popoli liberi durante il consiglio di Gran Burrone:
(Il Signore degli Anelli - La Compagnia dell'Anello, op. cit., p. 339.)
Secondo Elrond, gli elfi non sapevano cosa sarebbe accaduto ai Tre Anelli in caso di distruzione dell'Unico: alcuni speravano di poterli utilizzare liberamente senza più alcun pericolo; altri, come Elrond, ritenevano invece che la scomparsa dell'Anello del Potere avrebbe segnato la fine del potere dei Tre, e di tutto ciò che era stato creato o conservato tramite loro, come infatti poi accadde. Gli Elfi erano disposti però a rinunciare a tutto, pur di non sottomettersi a Sauron.

### Narya
(Il ritorno del re - J. R. R. Tolkien)

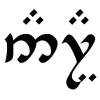
Narya scritto in quenya

Il nome Narya trae origine da nàr che in lingua quenya significa fuoco.
Narya fu forgiato da Celebrimbor e dalla corporazione degli artigiani (Gwaith-i-Mírdain) di Eregion durante la Seconda Era, insieme agli altri due Anelli Elfici, Nenya e Vilya. Poiché Sauron non aveva avuto alcun ruolo nella loro creazione, i Tre Anelli non ne avevano subito l'influenza malvagia (restarono però in qualche modo ugualmente legati al potere dell'Unico Anello di Sauron), di conseguenza coloro che li portavano non potevano essere assoggettati alla volontà dell'Oscuro Signore.
Narya ha il potere di ispirare negli altri la resistenza alla tirannia, alla dominazione e alla disperazione, così come (in comune con gli altri due anelli) nell'avere il potere di nascondere il possessore dai remoti osservatori (eccetto da colui che possiede l'Unico) e nel donare resistenza al logorio del tempo.
Durante la guerra contro Sauron nella Seconda Era Celebrimbor affidò l'anello a Gil-galad. Quest'ultimo lo affidò poi a Círdan il Marinaio, signore dei Porti Grigi nell'estremo occidente. Nella Terza Era Círdan riconobbe la vera natura di Gandalf come un Maia di Valinor, e gli donò l'anello affinché potesse aiutarlo nel suo lavoro:
(Círdan a Gandalf.)
Dopo la distruzione dell'Unico Anello e la sconfitta di Sauron, il potere di Narya scomparve del tutto insieme a quello degli altri Anelli del Potere. Gandalf portò Narya con sé sulla nave che dai Porti Grigi l'avrebbe condotto ad Ovest, accompagnato dai portatori degli altri due anelli.
La prima apparizione cinematografica di Narya è nella trilogia de Il Signore degli Anelli, durante il prologo iniziale del primo film, Il Signore degli Anelli - La Compagnia dell'Anello, al momento della donazione dei Tre Anelli ai signori degli elfi (l'anello è appunto portato da Cirdan). Compare di sfuggita anche nel finale de Il Signore degli Anelli - Il ritorno del re, quando Gandalf si appresta a partire per Valinor.
Narya compare anche nell'edizione estesa dell'ultimo film della trilogia cinematografica de Lo Hobbit, Lo Hobbit - La battaglia delle cinque armate. A Dol Guldur, il guardiano delle segrete nota che Gandalf ha con sé Narya e, dopo avergli chiesto informazioni sugli altri due anelli elfici, cerca di tagliargli la mano per prendersi l'Anello. Tuttavia, arriva Galadriel, che, dopo averlo minacciato, lo disintegra sfruttando il potere di Nenya.

### Nenya
(La Compagnia dell'Anello, p.452, Bompiani 2001.)
Il nome Nenya trae origine da nén che in lingua quenya significa acqua.
Nenya fu forgiato da Celebrimbor e dalla corporazione degli artigiani (Gwaith-i-Mírdain) di Eregion durante la Seconda Era, insieme agli altri due anelli elfici, Narya e Vilya. Poiché Sauron non aveva avuto alcun ruolo nella loro creazione, i Tre Anelli non ne avevano subito l'influenza malvagia (benché legati al potere dell'Unico), di conseguenza coloro che li portavano non potevano essere assoggettati alla volontà dell'Oscuro Signore.
Nenya è descritto come costituito da mithril con incastonata una "pietra bianca", presumibilmente un diamante.
L'anello era portato da Galadriel di Lórien, e normalmente era invisibile; nell'episodio de Lo specchio di Galadriel contenuto nel romanzo Il Signore degli Anelli, Frodo è in grado di scorgere Nenya indossato al dito della dama elfica solo in quanto portatore dell'Unico Anello, mentre Samvise Gamgee, nella stessa occasione riferisce all'elfa di non averlo visto e di aver notato solo una luce brillare fra le dita.
(Il Signore degli Anelli, libro II, finale del capitolo VII.)
Il potere di Nenya era quello di preservare e proteggere i luoghi abitati dagli elfi e le loro creazioni, nonché di occultarli agli occhi di Sauron. Dama Galadriel usò questi poteri per creare e preservare il reame di Lothlórien, ma accrebbero in lei anche la brama per il mare e il desiderio di fare ritorno alle Terre Immortali.
Dopo la distruzione dell'Unico Anello e la sconfitta di Sauron, il potere di Nenya scomparve del tutto insieme a quello degli altri Anelli del Potere. Galadriel portò Nenya con sé sulla nave che dai Porti Grigi l'avrebbe condotta ad Ovest, accompagnata dai portatori degli altri due anelli. Con l'allontanamento dell'anello, anche la magia e la bellezza di Lórien sbiadirono e la regione si spopolò gradualmente, tanto che nell'anno 121 della Quarta Era, quando Arwen vi si recò per morire, era ormai abbandonato: «Galadriel era partita, e anche Celeborn se n'era andato, e tutto era silenzio.».

### Vilya
(Il ritorno del re - J. R. R. Tolkien)
Il più potente dei Tre Anelli creati dagli elfi dell'Eregion.
Celebrimbor, signore dell'Eregion forgiò tutti e tre questi anelli indipendentemente da Annatar, una delle sembianze del Signore Oscuro Sauron. Come risultato di ciò, nessuno dei Tre Anelli venne macchiato dal male. Nonostante questo, come tutti gli altri anelli magici, Vilya divenne vulnerabile all'influenza di Sauron (nel caso questi l'avesse scoperto) quando creò l'Unico Anello che dominava tutti gli altri. In seguito alla distruzione dell'Eregion da parte di Sauron, Vilya venne spedito al Re degli Elfi Gil-Galad nella lontana Lindon. Gil-Galad diede Vilya a Elrond prima di incamminarsi col suo esercito per incontrare Elendil, il Re di Gondor, e di dirigersi con esso e gli uomini di Gondor al Morannon, per sfidare gli eserciti di Sauron e Sauron stesso.
Come quasi tutti gli altri (escluso l'Unico di Sauron) Anelli del Potere, quali Nenya e Narya, Vilya era ornato da una gemma, una grande pietra blu, incastonata in una banda d'oro, che contribuiva a dargli il titolo di "Anello di Zaffiro". Un titolo meno usato per Vilya era Anello dell'Aria, che simboleggiava la sua prominenza anche sugli altri anelli degli Elfi.
Il potere di Vilya era quello di preservare la bellezza del mondo e di conservare uno stato di pace e serenità minimo nella Terra di Mezzo. Avendolo in mano, Elrond poté rendere la sua dimora di Gran Burrone a tutti gli effetti simile a Valinor, ma il potere dell'anello svanì del tutto in seguito alla distruzione dell'Unico.